# Titiscania limacina
Titiscania limacina är en snäckart som beskrevs av Bergh 1890. Titiscania limacina ingår i släktet Titiscania och familjen Titiscaniidae. Inga underarter finns listade i Catalogue of Life.